# Östersjön (Sandhults socken, Västergötland)
Östersjön är en sjö i Borås kommun i Västergötland och ingår i Rolfsåns huvudavrinningsområde.